# Batalha de Vittorio Veneto
A Batalha de Vittorio Veneto ocorreu entre 24 de outubro e 4 de novembro de 1918, em Vittorio Veneto, durante a campanha italiana na Primeira Guerra Mundial. A vitória italiana determinou o colapso do exército austro-húngaro e o final da primeira guerra na frente italiana.
Segundo muitos historiadores, a batalha conseguiu reunir os esforços e sentimentos patrióticos de todos os italianos, podendo ser considerado o último ato do Risorgimento, no qual a Itália se encontrava unificada. Segundo outros, as mudanças na vida de trincheiras, a abolição do fuzilamento por motivos fúteis recriaram no soldado italiano a vontade de combater perdida com o comandante anterior. Deve-se salientar também que um fator relevante na vitória final é a queda do moral das tropas etnicamente compostas do Império Austro-Húngaro, que na etapa final da guerra não a sentiam mais como uma defesa do solo pátrio, vindo a conhecer os movimentos separatistas nas várias províncias do império.

## Prelúdio
Na Batalha de Caporetto, entre 24 de outubro e 3 de novembro de 1917, o exército italiano tinha perdido mais de 300 000 homens e foi obrigado à retirada, causando a substituição do comandante supremo Luigi Cadorna pelo general Armando Diaz. Diaz reorganizou as tropas, bloqueou o avanço inimigo implementando defesas em profundidade e mobilizando reservas, e estabilizou a linha da frente junto ao rio Piave.
Em junho de 1918, uma grande ofensiva austro-húngara, concebida para quebrar a linha defensiva do rio Piave e provocar um severo golpe no exército italiano, foi lançada. O exército imperial atacou um dos lados do passo del Tonale, um passo de montanha, e entrou na Lombardia, no outro lado, para fazer convergir dois assaltos em Venécia; o primeiro a sudeste do Trentino, e o segundo a sudoeste do rio Piave. A ofensiva fracassou, com os atacantes a sofrerem baixas na ordem dos 100 000 homens.

## A batalha

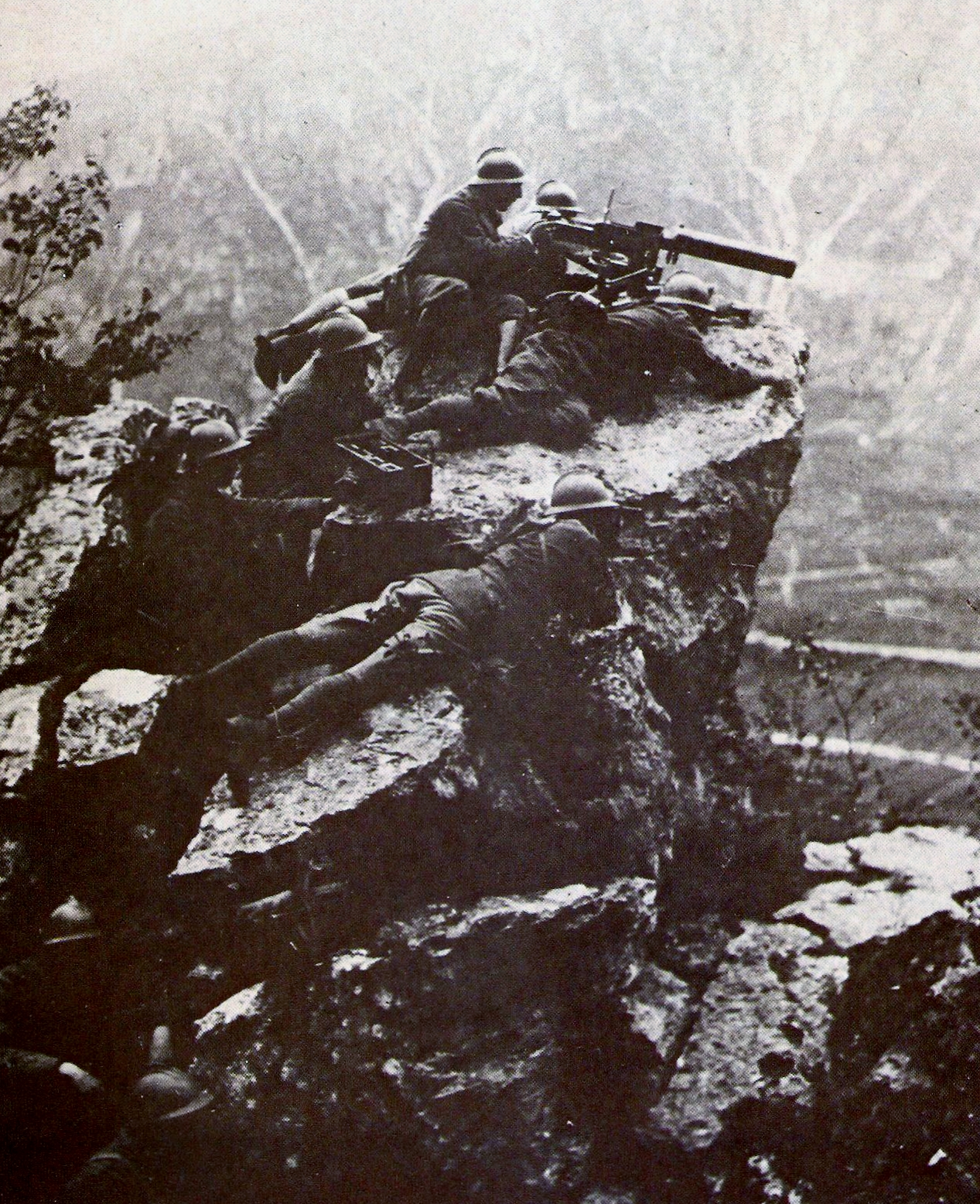
Soldados italianos ocupando o Monte Grappa, em 1918

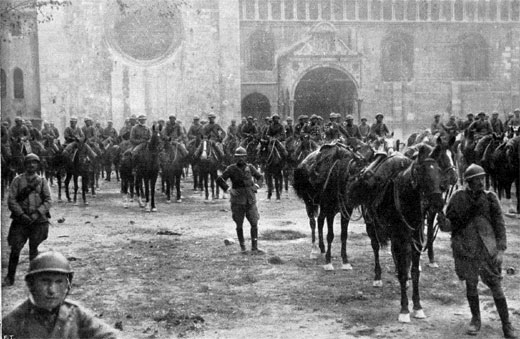
Soldados italianos entrando em Trento, em novembro de 1918

Depois da Batalha de Piave, o general Armando Diaz, o comandante-chefe italiano, pese embora os fortes apelos dos comandantes aliados  decidiu abster-se de qualquer ofensiva até a Itália estar pronta a atacar com o sucesso assegurado.  Na ofensiva que ele planeou, três dos cinco exércitos estabelecidos na linha da frente entre o sector do monte Grappa até ao Adriático deviam atravessar o rio até Vittorio Veneto, de maneira a cortar as comunicações entre os dois exércitos austríacos.

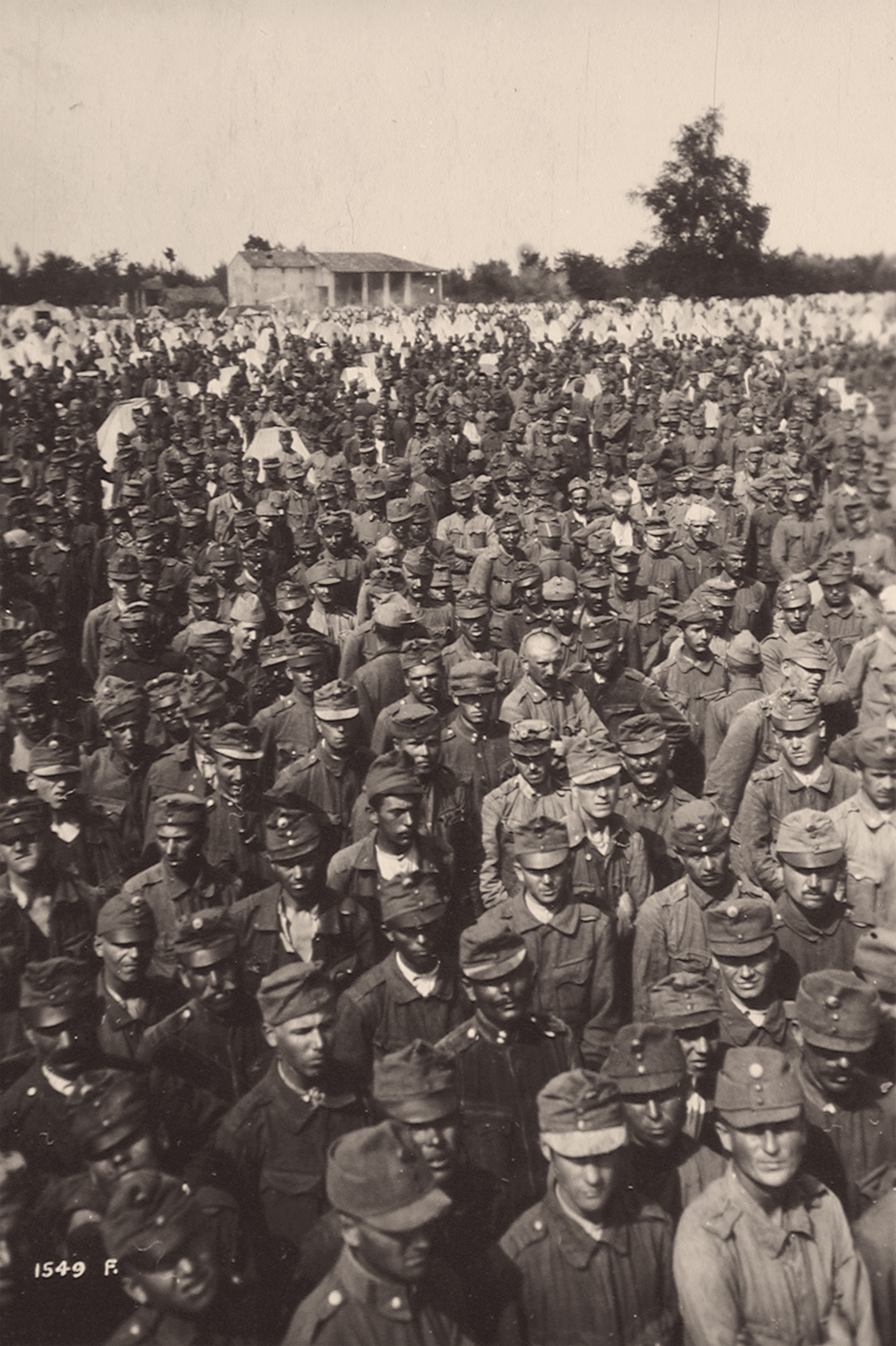
Prisioneiros de guerra austro-húngaros feitos durante a ofensiva contra Vittorio Veneto

As forças aliadas eram compostas por 57 divisões de infantaria, incluindo 51 italianas, três britânicas, duas francesas, uma checoslovaca e um regimento norte-americano (332.º Regimento de Infantaria), apoiados por artilharia. Os austríacos tinham um exército de dimensão semelhante, mas desmoralizado, com 52 divisões de infantaria mas menos peças de artilharia.
Em 24 de outubro de 1918, o aniversário da Batalha de Caporetto, teve início a ofensiva. O primeiro ataque teve lugar no sector do monte Grappa para atrair as tropas de reserva austríacas. O caudal do rio Piave impediu dois dos três exércitos de avançar em simultâneo com o terceiro; este último, liderado por Lorde Cavan, após ter cercado a ilha Papadopoli mais acima, conquistou uma posição na margem esquerda do rio a 27 de outubro. As reservas italianas foram, então, mobilizadas para esta zona. Svetozar Boroević von Bojna, o comandante austro-húngaro, ordenou um contra-ataque às tropas avançadas italianas no mesmo dia, mas as suas tropas recusaram-se a cumprir as ordens – um problema que passaria a ser habitual – e o contra-ataque fracassou.
Depois de ter atravessado o rio Piave, o 8.º Exército, sob o comando do general Enrico Caviglia liberou Vittorio Veneto (naquele tempo seu nome era somente "Vittorio", "Veneto" foi acrescentado em 1923),  avançou em direção a Trento, e mandou a cavalaria seguir o inimigo em retirada.
A 28 de outubro, a Checoslováquia declarou a sua independência do Império Austro-Húngaro. No dia seguinte, os eslavos do sul proclamaram  sua independência e, a 31 de outubro, a Hungria saiu da união, dissolvendo, oficialmente, o estado austro-húngaro. No mesmo dia, dada a nova situação política e militar, o Alto Comando Austro-Húngaro ordenou uma retirada geral. Vittorio Veneto foi cercada no dia seguinte pelo 8.º Exército italiano, que já se encontrava no rio Tagliamento. Trieste foi tomada por uma expedição anfíbia a 3 de novembro.
O 11.º Exército italiano, liderado pelo general francês Jean Graziani, continuou o avanço, apoiado, à sua direita, pelo 9.º Exército. O resultado foi que a Áustria-Hungria sofreu 300 000 baixas e foram feitos cerca de 300 000 a 500 000 prisioneiros (50 000 a 31 de outubro, 100 000 a 1 de novembro e 428 000 a 4 de novembro). Os italianos sofreram 37 461 vítimas (mortos e feridos), incluindo 145 franceses e 374 britânicos.
A 29 de outubro, os autro-húngaros pediram um armistício. No dia seguinte, o exército austro-húngaro foi separado em dois. O Armistício foi assinado no dia 3 de novembro às 15:20h, com efeito 24 horas depois às 15 horas do dia 4 de novembro.
O comando austríaco deu ordem às suas tropas para cessarem todas as actividades a 4 de novembro. Na sequência da assinatura do armistício, o general austríaco von Webenau informou os italianos de que o exército imperial austro-húngaro tinha cessado fogo e solicitou o fim imediato dos combates e dos avanços italianos. O pedido foi frontalmente recusado pelo general Pietro Badoglio, que ameaçou parar as negociações e continuar a guerra. O general Weber insistiu no pedido. Mesmo antes da ordem de cessar-fogo, o exército imperial já estava em queda, dando início a uma retirada desorganizada. As forças italianas continuaram o seu avanço até às 15 horas de 4 de novembro. A ocupação do Tirol, incluindo Innsbruck, terminou dias depois.
De acordo com os termos do Armistício de Villa Giusti, as forças austro-húngaras tinham de sair não apenas de todos os territórios ocupados desde agosto de 1914, mas também do sul do Tirol, Tarvisio, vale do Isonzo, Gorizia, Trieste, Istria, oeste de Carníola, e Dalmácia. Todas as forças alemãs deviam sair da Áustria-Hungria num período de 15 dias ou seriam presas, e as forças aliadas eram livres de utilizar o sistema de comunicações interno deste estado. Estavam, também, obrigados a dar livre circulação dos exércitos da Entente para alcançar a Alemanha a partir do sul.

## Rescaldo

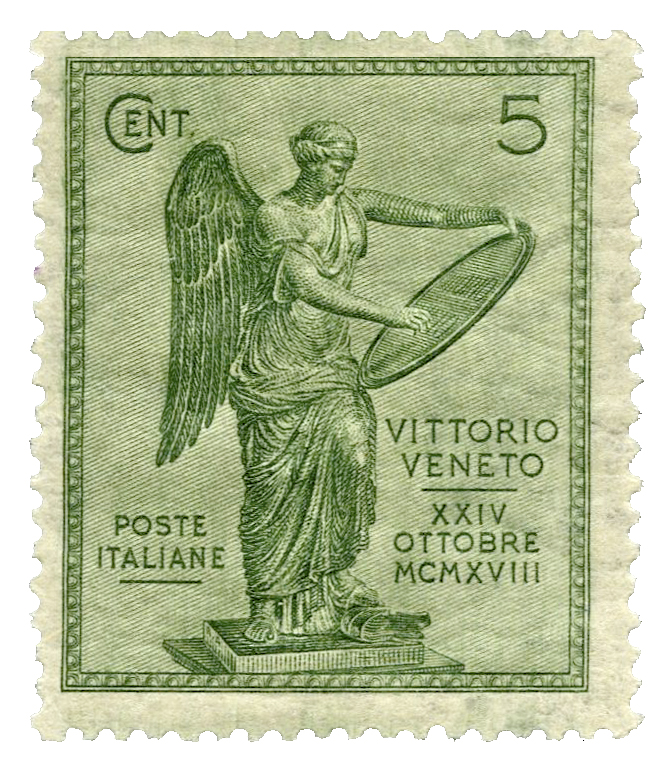
Selo dos correios italiano de 1921

A batalha marcou o fim da Primeira Guerra Mundial na frente italiana, e determinou o fim do Império Austro-Húngaro. Anteriormente, a 24 de outubro, o governo húngaro tinha dado ordem de retirada, sem demora, das suas tropas, pois a guerra estava perdida. A 31 de outubro, a Hungria deixou, oficialmente, a união com a Áustria. Outras partes do império declararam a sua independência uns dias antes, destacando-se o que mais tarde seria a Jugoslávia. A rendição do seu principal aliado foi uma das principais razões para que os alemães decidissem que não podiam continuar a guerra A 30 de outubro, deu-se o Motim de Wilhemshaven, pouco depois da Revolução Alemã de 1918-1919 se ter espalhado desde Kiel. No início de novembro, o Império Alemão solicitou um armistício.